# Eddy Mazzoleni

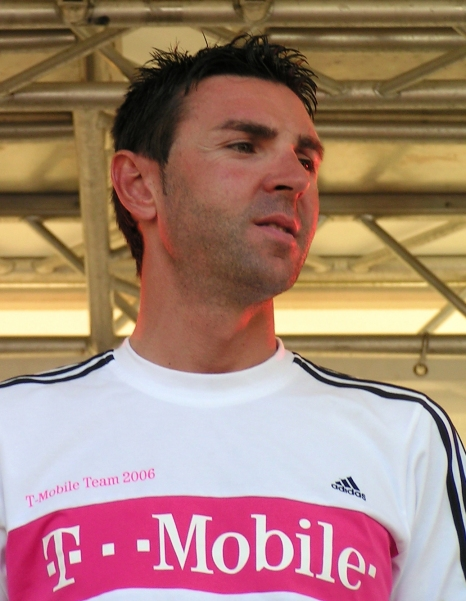
Eddy Mazzoleni i T-Mobile Team under 2006 års Tyskland runt.

Eddy Mazzoleni, född 29 juli 1973 i Bergamo, är en italiensk professionell tävlingscyklist. Mazzoleni sparkades av sitt stall, Astana, strax efter sin tredjeplats i Giro d'Italia 2007 då han var inblandad i den italienska dopningshärvan Oil for Drugs. 
Han blev trea på etapp 16 till Pau i Tour de France 2005 och han vann även Giro del Veneto 2005.
2007 slutade Mazzoleni trea i Giro d'Italia, 2 minuter och 25 sekunder bakom segraren Danilo Di Luca och 30 sekunder bakom tvåan Andy Schleck.
Han har vunnit en etapp vardera på Schweiz runt och på Romandiet runt, båda två under år 2000.
Eddy Mazzoleni är bror till Renzo Mazzoleni, som avslutade sin karriär 2004.

## Meriter
2000
1:a, etapp 3, Romandiet runt
1:a, etapp 6, Schweiz runt
2005
1:a, Giro del Veneto
2007
3:a, Giro d'Italia

## Stall
- Mercatone Uno-Saeco 1995
- Saeco 1996–1999
- Team Polti 2000
- Tacconi Sport-Vini Caldirola 2001–2003
- Saeco Macchine Per Caffè 2004
- Lampre-Caffita 2005
- T-Mobile Team 2006
- Astana 2007